# Chabary
Chabary (in russo Хабары́) è un villaggio (selo) del territorio dell'Altaj (Russia) con 5 552 abitanti (censimento del 14 ottobre 2010).

## Geografia
La località si trova circa 280 km in linea d'aria ad ovest del centro amministrativo regionale di Barnaul, nella parte settentrionale della steppa di Kulunda, sulle sponde del fiume Burla.
Chabary è la sede amministrativa del rajon di Chabary e la sede della comunità rurale Chabarskij selsovet, della quale è l'unico villaggio.

## Storia
Il villaggio è stato fondato nel 1743 da nomadi kazaki: è per questo motivo che il suo nome è di origine turca. Nel 1924 è divenuto capoluogo del rajon.

### Evoluzione demografica
Fonte: Risultati del Censimento Russo del 2010. Volume 1. Numero e distribuzione della popolazione.
- 1959: 4168
- 1970: 4556
- 1979: 4841
- 1989: 5843
- 2002: 5942
- 2010: 5552